# Die seltsamen Abenteuer des Herman van Veen
Die seltsamen Abenteuer des Herman van Veen (De wonderlijke avonturen van Herman van Veen) ist eine Kinder- und Jugendfernsehserie aus dem Jahr 1977 und wurde im ARD-Programm ausgestrahlt. Der Sänger, Liedermacher und Entertainer Herman van Veen erlebt darin merkwürdige Abenteuer. Er lebt mit seiner Frau Marlous und acht anderen Künstlern und Musikern in einer Windmühle. Sie steht mitten im Olympischen Dorf von München. Die Bilder im Hauptraum der Mühle sind Ausgangspunkt der Geschichten. Van Veen kann sie lebendig machen, weshalb immer wieder Besucher oder er selbst in den Bildern verschwinden.
Drehort der Serie war hauptsächlich München, die Folge Der Knall im Schrank wurde größtenteils im Landkreis Ammerland gedreht. Die Wüstenszenen der Folge Der lange Weg zur Professor-Prokutatis-Krakedatus-Straße wurden in Tunesien gedreht.
Die Serie wurde in deutscher Sprache aufgenommen und später auf Niederländisch synchronisiert. Die niederländische Synchronfassung gilt heute als verschollen.
Das Lied Weg da! wurde in der Serie neu vorgestellt, die Anfangsequenzen sind auch die Titelmelodie. Die Lieder wurden auf einer gleichnamigen Langspielplatte veröffentlicht und später für die Zeichentrickserie Alfred J. Kwak verwendet. Die Serie selbst ist auf DVD erhältlich.
Bei der Serie handelt es sich um den Nachfolger der 1975 im NOT ausgestrahlten 4-teiligen Fernsehserie 21 van een kwartje, mit Joris Franssen, Herman van Veen, Marlous Fluitsma und Fred Florusse in den Hauptrollen. Diese Serie war wiederum eine niederländische Adaption der deutschen Kinderserie Rappelkiste.
Im Jahr 1980 wurde als weiterer Nachfolger die Serie Herman en de zes (Herman und die sechs) ausgestrahlt. Die Handlung spielt in dieser Serie allerdings nicht in einer Windmühle, sondern in einem abgelegenen Anwesen im Wald. Auch in dieser Serie treten erneut die zehn Künstler aus der Windmühle auf. Als letzter Nachfolger gilt die 1987 in Österreich produzierte Serie Die seltsame Geschichte der Clowns, welche auf ORF 1 ausgestrahlt wurde.

## Sendungen
Ausgestrahlt wurde die Serie erstmals im November 1977, zuletzt lief sie im Juli 1981. Im Sommer 1979 wurde die Serie auch im niederländischen Fernsehen gezeigt.
| Nr. | Titel                                                    | Erstausstrahlung | Inhaltsangabe (Fernsehlexikon) |
| --- | -------------------------------------------------------- | ---------------- | --- |
| 1   | Der lange Weg zur Professor-Prokutatis-Krakedatus-Straße | 13. Nov. 1977    | Ausgangspunkt für die Abenteuer des niederländischen Entertainers Herman van Veen ist eine Windmühle mitten zwischen Hochhäusern. Im Hauptraum hängen Bilder, die merkwürdige Eigenschaften haben. Aus einem Wüstenbild zum Beispiel rieselt Sand. Sehr zum Erstaunen der kleinen Els, die sich im Verkehrschaos verlaufen hat und in der Mühle Hilfe sucht. Durch das Bild steigt Els einfach in die Wüste... |
| 2   | Der tiefgefrorene Agent                                  | 20. Nov. 1977    | Im achteckigen Wohnraum der Mühle, die Herman mit seiner Frau Marlous und acht Freunden gemütlich eingerichtet hat, hängt ein altes Gemälde. Es zeigt einen würdigen Mann mit Kirschen und einer Geige. Herman hat die Gabe, Bilder lebendig werden zu lassen. So macht es ihm keine Schwierigkeiten, sein Lieblingsinstrument einfach aus dem Gemälde zu nehmen. Er läuft damit aus der Mühle – und wird urplötzlich von einem Agenten verfolgt. Herman nimmt die Sache zuerst nicht ernst. Er spielt Violine, antwortet auf das Geigenspiel eines kleinen Mädchens, und auch die Freunde musizieren mit. Der Agent hält die Töne für verschlüsselte Botschaften. Er informiert eine dubiose Regierung samt deren Generalstab. Und der läßt eine unsichtbare Rakete auf Herman abfeuern! |
| 3   | Das ängstliche Gespenst                                  | 27. Nov. 1977    | Herman sitzt allein in seiner Mühle und weint. Kein Wunder, denn er muss Zwiebeln schneiden. Mit tränenumflortem Blick betrachtet er ein Gemälde, auf dem eine romantische Ritterburg abgebildet ist. Horch – schreit da nicht ein Burgfräulein um Hilfe? Der ritterliche Herman springt mit einem riesigen Satz in den tiefen Burggraben, schwimmt hindurch und eilt in die Kemenate. Dort kämpft er mutig gegen einen furchterregenden „Eisernen Ritter“. Mit Erfolg! Herman singt der befreiten Schönen ein Minnelied – und findet sich wieder in der Mühle. War alles nur Spuk? Da schwebt ein Gespenst herein. Weil es sehr klein ist, hat es Angst vor den Menschen... |
| 4   | Kampf der Giganten                                       | 4. Dez. 1977     | Auf der Straße stößt Herman mit Rocky zusammen, einem Dreikäsehoch in Ledermontur und mit einem poppig geschmückten Fahrrad. Rocky kommt mit zwei großen Beschützern, Franky und Mausi, in die Mühle und fordert die Bewohner zu einem großen Kräftemessen heraus. Es beginnt mit Apfelzerdrücken, einem Tischtennismatch und endet friedlich – mit einem Rock-’n’-Roll-Konzert. |
| 5   | Der Knall im Schrank                                     | 11. Dez. 1977    | Mit-Mühlenbewohner Erik haust im Schrank. Mitsamt einem Kabel verschwindet er darin. Herman sieht sich unterdessen in seiner Phantasie als Lehrer und radelt mit seinen Schülern ins Grüne. Sie führen ein Ballett hoch zu Drahtesel auf, und Herman, der Hochrad-Artist, landet im Teich. Danach lehrt sie ein Judo-Meister das Fliegen – und das Fürchten. Zurück in der Mühle, kommt noch ein Knalleffekt – aus dem Schrank… |
| 6   | Als die Mühle fliegen lernte                             | 18. Dez. 1977    | Heute ist Einkaufstag, und Herman ist gar nicht glücklich, dass er an der Reihe ist. Im Kaufhaus passieren ihm natürlich allerhand komische Sachen. Einkaufswütige Hausfrauen schieben ihn mitten auf einen Wühltisch. Danach landet Herman im Straßenverkehr und verursacht einen Massenzusammenstoß. Eine Horde wütender Autofahrer verfolgt Herman zur Mühle. Diese fliegt schließlich davon. |